# NK Dinamo Domašinec
NK Dinamo je nogometni klub iz Domašinca. U sezoni 2021./22. se natječe u Međužupanijskoj nogometnoj ligi Čakovec – Varaždin.